# اوپاتووتس
اوپاتووتس (به چکی: Opatovec) یک منطقهٔ مسکونی در جمهوری چک است که در ناحیه سویتاوی واقع شده‌است. اوپاتووتس ۷٫۰۷ کیلومتر مربع مساحت و ۶۷۱ نفر جمعیت دارد و ۴۳۸ متر بالاتر از سطح دریا واقع شده‌است.